# Bohuslav Josífek
Bohuslav Josífek (31. prosince 1901 – 19. července 1980) byl československý voják a lyžař.

## Sportovní kariéra
Na I. ZOH v Chamonix 1924 skončil v závodě vojenských hlídek na 4. místě. Startoval v týmu s Josefem Bímem, Janem Mittlöhnerem a Karlem Buchtou.